# Eucera moricei
Eucera moricei är en biart som beskrevs av Johann Dietrich Alfken 1935. Eucera moricei ingår i släktet långhornsbin, och familjen långtungebin. Inga underarter finns listade i Catalogue of Life.